# Грот, Сильвестр
Сильвестр Грот (нем. Sylvester Groth; род. 31 марта 1958, Йерихов, Магдебург) — немецкий актёр, дебютировавший в 1980 году. Номинант на высшую кинопремию Германии Deutscher Filmpreis за роль Йозефа Геббельса в картине «Мой фюрер, или Самая правдивая правда об Адольфе Гитлере».

## Биография
Грот родился в Йерихове. Он прошёл обучение в Школе драматического искусства в Берлине. В 1980 году Грот впервые появился на экране, снявшись в телефильме «Трамвай моего отца». В 1983 году актёр исполнил роль немецкого солдата Марка Нибура в картине «Остановка в пути». За эту работу он получил премию в номинации «Лучший молодой актёр» на кинофестивале в Эберсвальде. После «Остановки в пути» последовало несколько телефильмов с его участием, а также фантастический фильм «Момо».
В 1993 году Грот сыграл в фильме «Сталинград», рассказывающем историю немецких солдат в Сталинграде. В дальнейшем он в основном участвовал в телесериалах и телефильмах. В 2007 году он воплотил образ министра пропаганды Третьего Рейха Йозефа Геббельса в комедии «Мой фюрер, или Самая правдивая правда об Адольфе Гитлере». Эта роль принесла актёру номинацию на высшую кинопремию Германии Deutscher Filmpreis.
В 2009 году актёр вновь был утверждён на роль Геббельса, уже в картине «Бесславные ублюдки» американского режиссёра Квентина Тарантино. Благодаря участию в «Бесславных ублюдках» Грот получил известность в англоговорящих странах. В том же году вышла комедия «Виски с водкой» с Гротом в одной из ведущих ролей.
Грот безуспешно пробовался на роль в картине «Артист». В 2011—2012 годах он появился во второстепенных ролях в картине «Том Сойер», биографическом телефильме о Беате Узе и ленте «Свежевыжатый». В 2013 году актёр снялся в вызвавшем споры телефильме «Наши матери, наши отцы».

## Фильмография
| Год       |     | Русское название                                         | Оригинальное название                                         | Роль                                        |
| --------- | --- | -------------------------------------------------------- | ------------------------------------------------------------- | ------------------------------------------- |
| 1980      | тф  | Трамвай моего отца                                       | Meines Vaters Straßenbahn                                     | Янкер                                       |
| 1983      | ф   | Остановка в пути                                         | Der Aufenthalt                                                | Марк Нибур                                  |
| 1985      | ф   | Молодые люди в городе                                    | Junge Leute in der Stadt                                      | Рейнхардт                                   |
| 1986      | ф   | Дом у реки                                               | Das Haus am Fluß                                              | Хайнс Хюнсген                               |
| 1986      | ф   | Момо                                                     | Momo                                                          | агент BLW/553 X                             |
| 1989      | тф  | Страсть к перемене мест                                  | Die Affäre Rue de Lourcine                                    | Юстин                                       |
| 1992      | тф  | Последняя подводная лодка                                | Das letzte U-Boot                                             | радист Машке                                |
| 1993      | ф   | Сталинград                                               | Stalingrad                                                    | Отто                                        |
| 2001      | тф  | По ту сторону                                            | Jenseits                                                      | Маттиас Мунд                                |
| 2001      | тф  | Ромео                                                    | Romeo                                                         | Клаус Вайнгартен/Герман Вебер               |
| 2001      | тф  | Любовь. Власть. Слепота.                                 | Liebe. Macht. Blind.                                          | Бела                                        |
| 2004      | с   | Преступления без срока давности                          | Der Elefant - Mord verjährt nie                               | Христиан Риллинг                            |
| 2004—2009 | с   | Моя жизнь и я                                            | Mein Leben & ich                                              | доктор Рейман                               |
| 2005      | с   | Телефон полиции — 110                                    | Polizeiruf 110                                                | Петер Венглер                               |
| 2006      | тф  | Лулу                                                     | Lulu                                                          | доктор Шон                                  |
| 2006      | ф   | Никогда без моря                                         | Nimmermeer                                                    | пастор Экдаль                               |
| 2006      | с   | Белла Блок                                               | Bella Block                                                   | доктор Якоб Грот                            |
| 2007      | ф   | Мой фюрер, или Самая правдивая правда об Адольфе Гитлере | Mein Führer — Die wirklich wahrste Wahrheit über Adolf Hitler | Йозеф Геббельс                              |
| 2007      | с   | Роза Рот                                                 | Rosa Roth – Der Tag wird kommen                               | Михаэль Кацман                              |
| 2007      | тф  | Долг и невиновность                                      | Schuld und Unschuld                                           | Якоб Рафаэль                                |
| 2007      | тф  | Главный свидетель                                        | Der Kronzeuge                                                 | Франк Ролоф                                 |
| 2008      | ф   | Чтец                                                     | The Reader                                                    | советник прокурора                          |
| 2008      | ф   | Будденброки                                              | Buddenbrooks                                                  | Кессельмейер                                |
| 2009      | ф   | Хильда                                                   | Hilde                                                         | Болеслав Барлог                             |
| 2009      | тф  | Моя жизнь — Марсель Райх-Раницкий                        | Mein Leben – Marcel Reich-Ranicki                             | офицер разведки Кавалерович                 |
| 2009      | ф   | Бесславные ублюдки                                       | Inglourious Basterds                                          | Йозеф Геббельс                              |
| 2009      | ф   | Виски с водкой                                           | Whisky mit Wodka                                              | Мартин Теллек                               |
| 2009      | ф   | Нежные паразиты                                          | Zarte Parasiten                                               | Мартин                                      |
| 2010      | с   | Криминальный отдел                                       | KDD – Kriminaldauerdienst                                     | Рихард Плётц                                |
| 2011      | ф   | Том Сойер                                                | Tom Sawyer                                                    | доктор Робинсон                             |
| 2011      | тф  | Беата Узе                                                | Beate Uhse – Das Recht auf Liebe                              | Мартин Волке                                |
| 2012      | с   | Инспектор Кресс                                          | Der Alte                                                      | Герберт Рюле                                |
| 2012      | ф   | В море!                                                  | Wir wollten aufs Meer                                         | Роман                                       |
| 2012      | ф   | Свежевыжатый                                             | Frisch gepresst                                               | Хельго                                      |
| 2012      | ф   | Уик-энд                                                  | Das Wochenend                                                 | Геннер Борхард                              |
| 2013      | мтф | Наши матери, наши отцы                                   | Unsere Mütter, unsere Väter                                   | Химер                                       |
| 2015      | тф  | Голый среди волков                                       | Nackt unter Wölfen                                            | Хельмут Кремер                              |
| 2015      | ф   | Агенты А.Н.К.Л.                                          | The Man from U.N.C.L.E.                                       | дядя Руди                                   |
| 2015      | с   | Германия-83                                              | Deutschland 83                                                | генерал-майор госбезопасности Швеппенштетте |
| 2017      | с   | Фарго                                                    | Fargo                                                         | полковник Хорст Лагерфельд                  |
| 2019      | с   | Тьма                                                     | Dark                                                          | следователь Клаузен                         |
| 2019      | кор | Франц                                                    | Franz                                                         | Эрвин                                       |

## Награды и номинации
| Награды и номинации                        | Награды и номинации | Награды и номинации                                                                                   | Награды и номинации | Награды и номинации |
| Награда                                    | Год                 | Категория                                                                                             | Итог                |                     |
| ------------------------------------------ | ------------------- | --- | ------------------- | ------------------- |
| Премия имени Генриха Грайфа                | 1984                | Премия имени Генриха Грайфа                                                                           | Победа              |                     |
| Кинофестиваль в Эберсвальде                | 1984                | Лучший молодой актёр за фильм «Остановка в пути»* 1958 — Премия имени Генриха Грайфа                  | Победа              |                     |
| Deutscher Filmpreis                        | 2007                | Лучшая мужская роль второго плана за фильм «Мой фюрер, или Самая правдивая правда об Адольфе Гитлере» | Номинация           |                     |
| Общество кинокритиков Феникс               | 2009                | Лучшая актёрский ансамбль за фильм «Бесславные ублюдки»                                               | Победа              |                     |
| Выбор критиков                             | 2010                | Лучшая актёрский ансамбль за фильм «Бесславные ублюдки»                                               | Победа              |                     |
| Ассоциация кинокритиков центрального Огайо | 2010                | Лучшая ансамбль за фильм «Бесславные ублюдки»                                                         | Победа              |                     |
| Премия Гильдии киноактёров США             | 2010                | Лучший актёрский состав в игровом кино за фильм «Бесславные ублюдки»                                  | Победа              |                     |
| Премия Общества кинокритиков Сан-Диего     | 2010                | Лучшая ансамбль за фильм «Бесславные ублюдки»                                                         | Победа              |                     |